# スタンディング・オン・ザ・ショルダー・オブ・ジャイアンツ
『スタンディング・オン・ザ・ショルダー・オブ・ジャイアンツ』 (Standing on the Shoulder of Giants) は、2000年2月23日に発売されたオアシスの4枚目のオリジナルアルバム。

## 解説
イギリスでは発売から1週間で310,000枚以上を売り上げ、イギリス史上16番目に販売の出足が早かったアルバムである。英国レコード産業協会からはダブルプラチナの認定を受けほか、アメリカで約208,000枚を売り上げた。
このアルバムがリリースされた前年の1999年、それまで所属していたクリエイション・レコーズの閉鎖をアラン・マッギーらが決めたため、オアシスが自ら立ち上げた「ビッグ・ブラザー」レーベルからのアルバムリリースとなった。同年、オアシスは2人のオリジナルメンバー、ボーンヘッドとギグジーを失った。また、オーウェン・モーリスに変わってマーク・ステントが新しいプロデューサーとして参加した。
演奏には、ドラムループ、サンプリング、エレクトリックシタール、メロトロン、シンセサイザー、バックワードギターなどが使用されており、モダンサイケデリックの印象が強く、結果的として、エレクトロニカやヘビー・サイケデリック・ロックに影響を受けたより実験的な要素の濃いアルバムに仕上がっている。「ゴー・レット・イット・アウト!」やインド音楽の影響を受けた「フー・フィールズ・ラヴ?」、プログレッシヴな「ガス・パニック!」などは、前作までのバンド初期のスタイルとは異なったものとなっている。
「リトル・ジェームス」は、リアムが初めて作曲した曲である。また、今作以降ノエルがボーカルをとる曲が複数収録されることになる。

## 背景
アルバムタイトルは、アイザック・ニュートンの次の言葉からとられている：
私がより遠くまで見渡せたとすれば、それは巨人の肩の上に乗っているからである。 (If I have seen further it is by standing on the shoulders of giants.)
ノエル・ギャラガーは、パブにいたとき、2ポンド硬貨に刻印されたこの言葉を見てオアシスのニューアルバムの名前にぴったりだと考えた。そこで彼はタバコのパッケージにこの言葉を書き留めたが、酔っていたため、翌朝になって起きてみると「Standing on the Shoulder of Giants」と書いてあるのに気付いた。そのため、アルバムタイトルにつけられた言葉には、「Shoulders」の「s」がなくなっている。
アラン・マッギーが去り、さらに2人のオリジナルメンバー、ボーンヘッドとギグジーがアルバムの制作途中で抜けたため、印税など法律上の問題を回避する目的で脱退メンバーのパートは再度録音し直すことになった。結果的にアルバムはギャラガー兄弟とアラン・ホワイトのみの参加となり、ジャケットにも彼らの名前が記されている。
ノエルは前3作で使用した機材を使わず、代わりに「たくさんの奇妙なペダル、古いギター、小さなアンプ」を購入し、新しいサウンドを探求することにした。新アルバムには締め切りがなかったため、「何日もかけて（新しく手に入れた機材を）いじり倒す」時間がとれたからである。

## カバー
アルバムのアートワークには、ニューヨーク市マンハッタン区西42丁にある500 五番街の屋上から撮影された写真が使われた。写真はマンハッタンの高層ビル群を背景とする風景で、有名な建築物がいくつも写っており、手前にはエンパイア・ステート・ビルディング、背後にはワールド・トレード・センターを望むことができる。カバー写真を制作した写真家は、1日のうち18時間もの間、半時間ごとに同じ構図の風景を撮影し続けた。これらの写真をデジタル合成したものが最終的な作品となっている。このアルバムからリリースされた全てのシングルのアートワークに、このアルバムアートワークをベースとしたものが使用されている。たとえば、「ゴー・レット・イット・アウト!」に使われたサッカーをする5人の男性を描写したアートワークは、本アルバムのカバーで前方に写っているビルをクローズアップで上から眺めるような構図となっている。この部分はサッカースタジアムの屋上から駐車場でサッカーをしている人を撮ったものであるが、完成されたカバーアートでは、編集によって屋上にいるかのように仕上がっている。

## 収録曲
アナログ盤では「ガス・パニック！」からB面
1. ファッキン・イン・ザ・ブッシーズ - Fuckin' In The Bushes
演奏時間: 3:18、作曲: ノエル・ギャラガー
アルバム一曲目を飾るインストナンバー。ワイト島音楽祭のドキュメンタリーから声をサンプリングしている。これ以降のライブで、バンドが登場する際のSEとして使われるようになった。ソロ転向後のリアムもライブで使用し続けている。
2. ゴー・レット・イット・アウト! - Go Let It Out
演奏時間: 4:39、作曲: ノエル・ギャラガー、リード・ヴォーカル: リアム・ギャラガー
1stシングル。ドクター・ジョンの「I Walk on Gilded Splinters」のドラムがサンプリングされている。これまでのオアシスの曲とは大きく変化し、ドラムループやサンプリング、メロトロン、スクラッチ音などが挿入されている。ノエルは「この曲で現代のビートルズに近づいた。」と発言している。ノエル選曲によるベストアルバム『ストップ・ザ・クロックス』には本アルバムよりこの曲のみ収録された。
3. フー・フィールズ・ラヴ? - Who Feels Love?
演奏時間: 5:44、作曲: ノエル・ギャラガー、リード・ヴォーカル: リアム・ギャラガー
2ndシングル。逆回転を施したギターや、ビートルズのディア・プルーデンスを思い起こさせるナンバー。曲中の印象的なギターフレーズはThunderclap Newmanの「Something in the Air」から引用。
4. プット・ユア・マネー・ホエア・ユア・マウス・イズ - Put Yer Money Where Yer Mouth Is
演奏時間: 4:27、作曲: ノエル・ギャラガー、リード・ヴォーカル: リアム・ギャラガー
ドアーズの楽曲「Roadhouse Blues」を引用している。最後の歌パートをノエルが担当している。2011年に公開されたアニメ映画「映画けいおん!」劇中BGMである「London E」の元となった曲である。
5. リトル・ジェームス - Little James
演奏時間: 4:15、作曲: リアム・ギャラガー、リード・ヴォーカル: リアム・ギャラガー
リアムによる初の作詞作曲。リアムと結婚したパッツィ・ケンジットの連れ子であるジェームスに向けて歌われている。
6. ガス・パニック! - Gas Panic!
演奏時間: 6:08、作曲: ノエル・ギャラガー、リード・ヴォーカル: リアム・ギャラガー
ノエルが、ドラッグの禁断症状体験を元に作成した。
またライブの演出として黄色い文字で日本語が演出として加えられたことがある。[8]
7. ホエア・ディド・イット・オール・ゴー・ロング? - Where Did It All Go Wrong?
演奏時間: 4:26、作曲: ノエル・ギャラガー、リード・ヴォーカル: ノエル・ギャラガー
ノエルボーカル。アメリカのプロモーションとして制作されたシングルが存在し、Semi-acoustic versionも同時に収録されている。
8. サンデー・モーニング・コール - Sunday Morning Call
演奏時間: 5:12、作曲: ノエル・ギャラガー、リード・ヴォーカル: ノエル・ギャラガー
同じくノエルボーカル。3rdシングル。
9. アイ・キャン・シー・ア・ライアー - I Can See A Liar
演奏時間: 3:13、作曲: ノエル・ギャラガー、リード・ヴォーカル: リアム・ギャラガー
10. ロール・イット・オーヴァー - Roll It Over
演奏時間: 6:31、作曲: ノエル・ギャラガー、リード・ヴォーカル: リアム・ギャラガー
オアシス時代はライブで一度も演奏されたことがなかったが、2022年になってリアム・ギャラガーがネブワーズでの大規模ソロ公演にて初披露した[9]。
11. レッツ・オール・メイク・ビリーヴ - Let's All Make Believe
演奏時間: 3:51、作曲: ノエル・ギャラガー、リード・ヴォーカル: リアム・ギャラガー
日本盤のみのボーナストラック。

## 評価
| 専門評論家によるレビュー | 専門評論家によるレビュー |
| レビュー・スコア         | レビュー・スコア         |
| 出典                     | 評価                     |
| ------------------------ | ------------------------ |
| AllMusic                 | [ 10 ]                   |
| Robert Christgau         | [ 11 ]                   |
| Entertainment Weekly     | B                        |
| NME                      | 6/10                     |
| PopMatters               | 7/10                     |
| Q                        | October 2000             |
| Rolling Stone            | [ 15 ]                   |

『スタンディング・オン・ザ・ショルダー・オブ・ジャイアンツ』は、全英アルバムチャートに29週間チャート入りしたが、オアシスのスタジオアルバムでは最も短かった。イギリスでは、2000年に9番目に売れたアルバムとなった。
アメリカではBillboard 200に24位で登場し、最初の週に約55,000枚を売り上げたが、2週目にはセールスが64％落ち込み、全米84位にまで急落した。

## チャート
| チャート (2000年)                                     | 最高 順位 |
| ----------------------------------------------------- | --------- |
| オーストラリア (ARIAチャート)                         | 6         |
| オーストリア (エードライ・アオストリア・トップ40)     | 3         |
| ベルギー (フランダース地域) (ウルトラトップ)          | 12        |
| ベルギー (ワロン地域) (ウルトラトップ)                | 15        |
| カナダ (カナディアン・アルバムチャート)               | 8         |
| オランダ (メハカフツ)                                 | 16        |
| フィンランド (スオメン・ヴィラリネン・リスタ)         | 4         |
| フランス (全国音楽出版組合)                           | 6         |
| ドイツ (メーディア・コントロール)                     | 5         |
| アイルランド (アイリッシュ・アルバムチャート)         | 1         |
| イタリア (イタリア音楽産業協会)                       | 1         |
| 日本 (オリコン)                                       | 4         |
| ニュージーランド (ニュージーランド・レコード産業協会) | 8         |
| ノルウェー (ヴェーゲー・リスタ)                       | 4         |
| スウェーデン (スヴァリイェトプリストン)               | 3         |
| スイス (シュヴァイツァー・ヒットパラーデ)             | 3         |
| イギリス (全英アルバムチャート)                       | 1         |
| アメリカ (Billboard 200)                              | 24        |

## 担当
オアシス
- リアム・ギャラガー – リードヴォーカル、タンバリン
- ノエル・ギャラガー – ギター、バッキングヴォーカル、リードヴォーカル (#7, #8)、ベース、キーボード、プロダクション
- アラン・ホワイト – ドラム、パーカッション

参加者
- ポール・ステイシー – キーボード、リードギター (#1)、バックワードギター (#3)、ベース (#3, #6, #9, #10)、アコースティックギター (#7)、ギターソロ (#10)
- P.P.アーノルド – バッキングヴォーカル (#1, #4, #10)
- リンダ・ルイス – バッキングヴォーカル (#1, #4, #10)
- マーク・コイル – エレクトリックシタール (#4)、12弦アコースティックギター (#5)
- マーク・フェルトハム – ハーモニカ (#6)
- トニー・ドナルドソン - ミニ・モーグ & メロトロン (#6)
- キャロット・グラソン – フルート (#6)

制作
- マーク・ステント – プロダクション、エンジニアリング
- ポール・ステイシー – エンジニアリング
- ワイン・ウィルキンズ – アシスタントエンジニアリング
- ポール・P・ダブ・ウォルトン – アシスタントエンジニアリング
- アーロン・プレートリー – アシスタントエンジニアリング
- ハウィー・ウェインバーグ – マスタリング
- ジャン・"スタン"・キバート – プログラミング、Pro Tools
- スティーヴ・"ランボ"・ロビンソン – スタジオアシスタント